# Mid-Annandale Football Club
Maillots
Mid-Annandale Football Club est un club semi-professionnel de football écossais basé à Lockerbie, Dumfries and Galloway créé en 1877, membre de la Scottish Football League de 1923 à 1926. Ils ont disparu et été recréés par deux occasions, la dernière en date depuis 1959.

## Histoire
Le club a été fondé en 1877 mais disparut en 1894, sans avoir laissé de grandes traces dans le football écossais. Plusieurs tentatives de recréation d'un club à Lockerbie échouèrent jusqu'à la fin de la Première Guerre mondiale, où une nouvelle tentative, toujours sous le nom de Mid-Annandale FC, réussit à s'implanter durablement.
En 1921, ils rejoignirent la Southern Counties Football League (en) où ils connurent un succès certain, devenant champions de cette ligue dès leurs deux premières saisons en 1921-22 puis en 1922-23. Ces succès amenèrent la Scottish Football League à inviter le club à participer à la toute nouvelle Division 3, créée en 1923.
Mid-Annandale intégrèrent donc la Scottish Football League de 1923 à 1926, année où la Division 3 fut abandonnée pour des raisons financières. Ils intégrèrent alors la Scottish Football Alliance, mais les beaux jours étaient derrière eux et, confrontés à des difficultés financières, le club disparut en 1936.
Le club fut recréé en 1959, d'abord sous le nom de Lockerbie Boys Club FC puis, de nouveau, sous celui de Mid-Annandale FC. Ils jouèrent dans la Dumfries Amateur Football League jusqu'en 2003 (ils en furent champions en 1978). En 2003, ils intégrèrent la South of Scotland Football League, quittant leur statut amateur pour celui de semi-professionnel.

## Stade
Jusque dans les années 1930, ils évoluèrent au Kintail Park, avant d'utiliser divers stades jusqu'à leur disparition en 1936. De leur recréation en 1959 jusqu'en 2012, ils évoluèrent au King Edward Park qu'ils quittèrent car la capacité n'y était pas assez élevée (1 000 places). Entre 2012 et 2014, ils évoluent au Galabank, situé dans la ville voisine d'Annan, qui a lui une capacité de 2 514 places (dont 500 assises) et qu'ils partagent avec le club local, l'Annan Athletic. Depuis 2014, ils jouent au New King Edward Park à la capacité agrandie.

## Palmarès
- Vainqueur de la Scottish Qualifying Cup